# Philadelphia Naval Shipyard

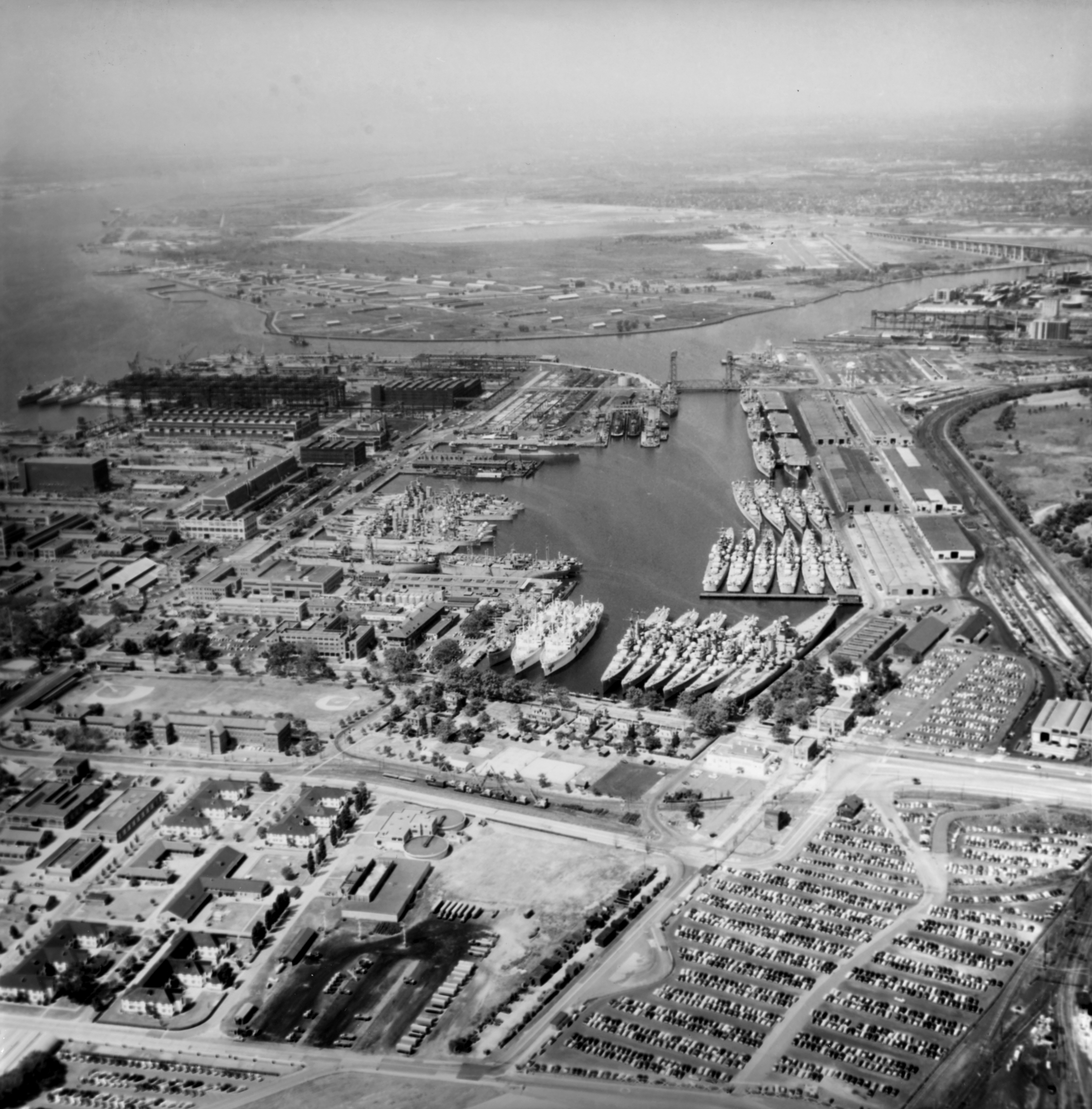
Le navi di riserva della marina americana ancorate a Philadelphia nel 1955.

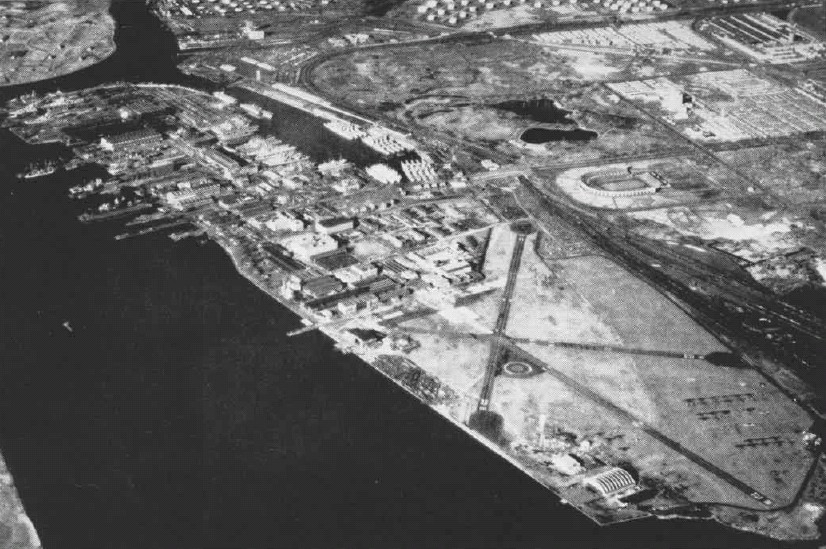
Veduta aerea dell' NAMC Philadelphia, del Mustin Field, e del cantiere navale a metà degli anni '40.

Il Philadelphia Naval Business Center, in tempi passati noto come Philadelphia Naval Shipyard o Philadelphia Navy Yard, è stato il primo cantiere navale nella storia degli Stati Uniti d'America. La U.S. Navy ha ridotto le sue attività in questo porto a partire dagli anni '90, e le ha praticamente sospese il 30 settembre 1995. Poco tempo dopo, la parte occidentale del cantiere è divenuta cantiere navale commerciale, e viene identificata col nome di Aker Philadelphia Shipyard. Al 2008, le attività della marina includono il Naval Surface Warfare Center Ship Systems Engineering Station e la Naval Inactive Ship Maintenance Facility (NIMSF), che non fa altro che ospitare navi da guerra inattive o ausiliarie.

## Storia
Il cantiere nacque da uno più vecchio sulla First Street di Philadelphia sul Fiume Delaware, che era stato fondato nel 1776 e divenne un cantiere ufficiale della United States Navy nel 1801. Dopo che l'avvento di navi corazzate pesanti rese il cantiere obsoleto, uno nuovo fu ricostruito sulla League Island alla confluenza tra il Delaware ed il Schuylkill River.
Assieme al cantiere fu stabilita su League Island la Naval Aircraft Factory nel 1917. Subito dopo la prima guerra mondiale, una gru a martello capace di sollevare carichi di 350 tonnellate fu ordinata per il cantiere, e rimase per molti anni la più grande a disposizione della marina americana.
L'epoca d'oro del Philadelphia NavyYard fu quella della seconda guerra mondiale. Il cantiere occupava 40.000 operai che costruirono 53 navi e ne ripararono 574. Fu in questo periodo che dai macchinari del porto uscirono la famosa corazzata da 45000 tonnellate New Jersey e la sua nave gemella, la Wisconsin.
Dopo la guerra, la forza lavoro calò sino a 12.000 unità, e negli anni '60, la marina statunitense iniziò ad appaltare la costruzione delle sue navi ad imprese private. L'ultima nave del Philadelphia Naval Shipyard, la Blue Ridge, fu costruita nel 1970.
La chiusura del cantiere fu ordinata nel 1991 dalla Base Realignment and Closure Commission, in seguito alla forte concorrenza esterna ed alla scarsa domanda di armamenti, una volta conclusa la guerra fredda. Nonostante il tentativo dei politici locali di tenere aperto il cantiere, chiuse completamente i battenti nel 1995, creando 5.000 nuovi disoccupati. Il senatore Arlen Specter accusò il Dipartimento della Difesa americano di aver nascosto i documenti sulla chiusura, e ciò diede origine a nuove dispute legali. Nel frattempo, la zona ovest del cantiere è stata ceduta a Aker Kværner, un costruttore di navi commerciali e petroliere.
Il memoriale dedicato ai Four Chaplains (quattro cappellani militari che diedero la vita per salvare dei commilitoni durante l'affondamento della USAT Dorchester nella seconda guerra mondiale) risiede tuttora sul territorio del cantiere navale.
Il Philadelphia Naval Business Center, è oggi sede di numerose compagnie ed è in continuo sviluppo. Ad esempio qui ha consolidato il proprio quartier generale la fabbrica tessile Urban Outfitters, e la Tasty Baking Company, produttrice degli snack Tastykake, è determinata a trasferire i forni principali e gli organi decisionali proprio sul terreno dello Yard.

## Progetti da ricordare
- Indiana (BB-1): la prima corazzata della marina statunitense, varata il 28 febbraio 1893 ed entrata in servizio il 20 novembre 1895.
- New Jersey (BB-62).
- Wisconsin (BB-64): sua fu l'ultima chiglia di una corazzata americana posata qui, il 25 gennaio 1941[1].
- Ultime navi costruite: LST-1179, LST-1180 & LST-1181 iniziate nel 1969 e concluse nel 1971.
- Teorie complottiste sostengono che il presunto Esperimento di Philadelphia sia stato condotto qui.